# Alan Walsh (physicien)
Alan Walsh (19 décembre 1916 – 3 août 1998) est un physicien anglo-australien, créateur et développeur d'une méthode d'analyse chimique appelée Spectrométrie d'absorption atomique ,,.

## Biographie
Walsh est né le 19 décembre 1916 et grandit à Hoddlesden, un petit village à une trentaine de kilomètres de Manchester. Il est le fils aîné de Thomas Haworth Walsh, directeur de la filature de coton, et de Betsy Alice Robinson.
Dès l'âge de dix ans, Walsh fréquente le lycée local de la ville voisine de Darwen, où il réussit l'examen d'inscription aux universités du Nord en 1933 et l'examen du certificat d'études supérieures en 1935. Il va ensuite à l'Université de Manchester pour étudier la physique. À la fin de ses études en 1938, il reçoit également une bourse de recherche, qu'il accepte au département de physique, où il est particulièrement influencé par la suggestion d'Henry Lipson de travailler sur la structure du β-carotène. Walsh passe un an à Manchester à travailler sur ce sujet, avant de rejoindre la section de physique de la British Non-Ferrous Metals Research Association (BNF) à Londres, où il poursuit le travail théorique sur l'analyse. Il obtient un MSc (Tech) en 1944 .
La guerre commence le jour où Walsh rejoint le BNF, et il est chargé de déterminer quels métaux sont utilisés dans les bombardiers ennemis qui ont été abattus, des informations qui pourraient aider à établir la progression de l'effort de guerre allemand. Il conçoit plusieurs méthodes pour l'analyse spectrographique rapide et précise des alliages à base d'aluminium, de cuivre ou de zinc . En développant la méthode, il découvre qu'elle ne peut pas toujours être transférée uniformément d'un laboratoire à un autre, il entreprend donc de concevoir une unité source à usage général. Cela génère une source de décharge stable et reproductible, essentielle dans les travaux d'émission spectrographique. Il aide ensuite Hilger &amp; Watts Ltd à développer une version commerciale.
En 1945, Alan postule pour le poste d'agent de recherche pour les enquêtes spectroscopiques au Conseil pour la recherche scientifique et industrielle (CSIR) à Melbourne. Après un long délai, on lui offre le poste en mars 1946, mais il doit d'abord passer 3 à 4 mois dans le laboratoire de Gordon Sutherland à Cambridge, pour acquérir de l'expérience dans le nouveau domaine de la spectroscopie moléculaire infrarouge. Cela conduit à un article sur la structure du phthiocérane, l'hydrocarbure dérivé du phthiocérol, trouvé dans les bacilles tuberculeux .
Walsh arrive au CSIR, via des visites de laboratoire aux États-Unis, en avril 1947. Il entreprend d'installer le premier spectromètre infrarouge opérationnel en Australie, un modèle Perkin-Elmer 12B. Il se rend vite compte que sa résolution est insuffisante pour toutes les molécules sauf les plus légères, il conçoit donc et brevète un système à double passage, qui est licencié à Perkin-Elmer.
Walsh est probablement mieux connu pour son développement de la spectroscopie d'absorption atomique comme outil analytique .
À la fin de 1976, Walsh reçoit la médaille royale en reconnaissance de "ses contributions distinguées à la spectroscopie d'émission et infrarouge et à l'origine de la méthode d'absorption atomique d'analyse quantitative" . Il prend sa retraite du CSIRO le 5 janvier 1977 et en juin est créé chevalier. En 1982, il est réinvité au CSIRO en tant que Senior Research Fellow.
Peu de temps après avoir émigré en Australie, Walsh rencontre l'infirmière née à Sunderland, Audrey Dale Hutchinson, qu'il épouse en 1949. Ils ont deux fils, Thomas Haworth et David Alan. Alan Walsh est décédé à Melbourne le 3 août 1998.